# Джон М. Болл
Сер Джон Маклауд Болл (англ. Sir John Macleod Ball, нар. 19 травня 1948) — британський математик. Спеціаліст у галузі пружності, варіаційного числення, нескінченновимірних динамічних систем. Член нагородного комітету медалі Філдса (1998) та комітету Абелівської премії (2003/2004).

## Визнання
- 1980: дійсний член Королівського товариства Единбурга[9].
- 1982: Премія Вайтгеда
- 1989: член Лондонського королівського товариства
- 1990: Keith Preis
- 1996—1998: президент Лондонського математичного товариства
- 1998: почесний доктор Університету Геріот-Ватт[10]

- 1999: премія Теодора фон Кармана разом зі Стюартом С. Антманом[en][11]
- 2003—2006: президент Міжнародного математичного союзу
- 2006: Лицар-бакалавр 2006 New Year Honours[en][12]
- 2012—2015: обрано у виконавчий комітет Міжнародну раду наукових спілок
- 2018: Міжнародна премія короля Фейсала з математики[13]
- 2018: Премія  Леонардо да Вінчі

Член Норвезької академії наук, Дійсний член Американського математичного товариства